# Prefektura Kjoto
Prefektura Kjoto (京都府, Kjōto-fu) je japonska prefektura v regiji Kansai na Honšuju.  Prefektura Kjoto ima 2.561.358 prebivalcev (oktobra 2021 ) in ima geografsko območje 4612 kvadratnih kilometrov. Prefektura Kjoto meji na prefekturo Fukui na severovzhodu, prefekturo Šiga na vzhodu, prefekturo Mie na jugovzhodu, prefekturo Nara in prefekturo Osaka na jugu ter prefekturo Hjōgo na zahodu.
Kjoto je glavno in največje mesto prefekture Kjoto; druga večja medta so Udži, Kameoka in Maizuru. Prefektura Kjoto leži ob obali Japonskega morja in se razteza proti jugovzhodu proti polotoku Ki, pokriva ozemlje nekdanjih provinc Jamaširo, Tamba in Tango. Osredotočena je na zgodovinsko cesarsko prestolnico Kjoto in je ena od dveh japonskih »prefektur«, ki uporabljata oznako fu namesto standardnega ken za prefekture. Zaradi Kjota je prefektura Kjoto postala ena najbolj priljubljenih turističnih destinacij na Japonskem za domače in mednarodne turiste, 21 % ozemlja prefekture pa je bilo označenih kot naravni parki. Je del metropolitanskega območja Keihanšin, druge najbolj naseljene regije na Japonskem za širšim območjem Tokia in ene najbolj produktivnih regij na svetu glede na BDP.

## Zgodovina
Do obnove Meidži je bilo območje prefekture Kjoto znano kot Jamaširo.
Večino svoje zgodovine je bilo mesto Kjoto japonska cesarska prestolnica. Zgodovino mesta sega vse do 6. stoletja. Leta 544 je bil Aoi Macuri (eden od treh glavnih letnih festivalov) v Kjotu za molitev za dobro letino in lepo vreme.
Kjoto se ni začel kot glavno mesto Japonske. Omembe vredna prejšnja prestolnica je bila Nara. Leta 741 je cesar Šomu za kratek čas preselil prestolnico v Kuni-kjo, med mestoma Nara in Kjotom, v današnji prefekturi Kjoto. Leta 784 so prestolnico preselili v Nagaoka-kjō, prav tako v današnji prefekturi Kjoto. Leta 794 je cesar Kanmu prestolnico preselil v Heian-kjo in to je bil začetek današnjega mesta Kjoto. Še danes skoraj vse ulice, hiše, trgovine, templji in svetišča v Kjotu obstajajo tam, kjer so bili postavljeni takrat.
Čeprav se je leta 1192 dejanska politična moč preselila v Kamakuro, kjer je samurajski klan ustanovil šogunat, je Kjoto ostal cesarska prestolnica, saj so nemočni cesarji in njihov dvor še naprej imeli sedež v mestu. Cesarska oblast je bila na kratko obnovljena leta 1333, vendar je drug samurajski klan tri leta pozneje ustanovil nov šogunat v Kjotu.
Leta 1467 je v Kjotu potekala velika državljanska vojna, vojna Ōnin in večina mesta je bila požgana. Japonska je pahnila v dobo vojskujočih se fevdalcev. Nov močan človek, Tokugava Iejasu, je leta 1603 ustanovil šogunat v Edu (današnji Tokio).
V 15. stoletju našega štetja so šoguni v Udži v Kjotu s Filipinov prinesli vrče za čaj, ki so jih uporabljali v japonskem obredu pitja čaja.
Obnova Meidži je Japonsko leta 1868 vrnila pod imperialno oblast. Cesar Meidži, ki je bil zdaj absolutni suveren, je naslednje leto ostal v Tokiu. Cesarski dvor se od takrat ni več vrnil v Kjoto. Na pobudo Fuhanken Sančisei leta 1868 je prefektura dobila pripono fu. Kasnejša reorganizacija starega provincialnega sistema je združila nekdanjo provinco Tango, provinco Jamaširo in vzhodni del province Tanba v današnjo prefekturo Kjoto.
Čeprav so bila številna večja japonska mesta med drugo svetovno vojno močno bombardirana, se je stara prestolnica izognila takemu opustošenju. Med okupacijo sta imela šesta ameriška armada in I. korpus sedež v Kjotu.

## Geografija
Prefektura Kjoto je skoraj v središču Honšuja in Japonske. Pokriva površino 4612,19 kvadratnih kilometrov, kar je 1,2 % Japonske. Kjoto je 31. največja prefektura po velikosti. Na severu gleda na Japonsko morje in prefekturo Fukui. Na jugu gleda na prefekturi Osaka in Nara. Na vzhodu gleda na prefekturi Mie in Šiga. Na zahodu je prefektura Hjogo. Prefektura je na sredini ločena z gorovjem Tanba. Zaradi tega se podnebje na severu in jugu zelo razlikuje.
Od aprila 2016 je bilo 21 % površine prefekture označenih kot naravni parki, in sicer narodni park Sanin Kaigan; kvazi-narodni parki Bivako, Kjoto Tamba Kogen, Tango-Amanohašidate-Ōejama in Vakasa Van; in prefekturni naravni parki Hozukjō, Kasagijama in Rurikei. 

### Določena mesta
V prefekturi Kjoto je petnajst mest:
| Zastava, ime w/o suffix | Polno ime  | Polno ime     | Polno ime        | Površina (km2) | Štev. prebivalcev | Karta |
| Zastava, ime w/o suffix | japonščina | romadži       | prevod           | Površina (km2) | Štev. prebivalcev | Karta |
| ----------------------- | ---------- | ------------- | ---------------- | -------------- | ----------------- | ----- |
| Ayabe                   | 綾部市     | Ajabe-ši      | Ajabe mesto      | 347,10         | 31.846            | 1     |
| Fukučijama              | 福知山市   | Fukučijama-ši | Fukučijama mesto | 552,54         | 77.306            | 2     |
| Džōjō                   | 城陽市     | Džōjō-ši      | Džōjō mesto      | 32,71          | 74.607            | 3     |
| [Kameoka                | 亀岡市     | Kameoka-ši    | Kameoka mesto    | 224,80         | 86.174            | 4     |
| Kizugava                | 木津川市   | Kizugava-ši   | Kizugava mesto   | 85,13          | 77.907            | 5     |
| Kjōtanabe               | 京田辺市   | Kjōtanabe-ši  | Kjōtanabe mesto  | 42,92          | 73.753            | 6     |
| Kjōtango                | 京丹後市   | Kjōtango-ši   | Kjōtango mesto   | 501,44         | 50.860            | 7     |
| Kjoto (glavno mesto)    | 京都市     | Kjōto-ši      | Kjoto mesto      | 827,83         | 1.463.723         | 8     |
| Maizuru                 | 舞鶴市     | Maizuru-ši    | Maizuru mesto    | 342,13         | 80.336            | 9     |
| Mijazu                  | 宮津市     | Mijazu-ši     | Mijazu mesto     | 172,74         | 16.758            | 10    |
| Mukō                    | 向日市     | Mukō-ši       | Mukō mesto       | 7,72           | 56.859            | 11    |
| Nagaokakjō              | 長岡京市   | Nagaokakjō-ši | Nagaokakjō mesto | 19,17          | 80.608            | 12    |
| Nantan                  | 南丹市     | Nantan-ši     | Nantan mesto     | 616,40         | 31.629            | 13    |
| Udži                    | 宇治市     | Udži-ši       | Udži mesto       | 67,54          | 179.630           | 14    |
| Javata                  | 八幡市     | Javata-ši     | Javata mesto     | 24,35          | 70.433            | 15    |

Znanstveno mesto Kansai se nahaja na jugozahodu.
- Kjoto
- Udži
- Kameoka
- Nagaokakjō
- Maizuru
- Fukučijama
- Mijazu in zaliv Aso

### Religija
Po raziskavi Agencije za kulturne zadeve iz leta 2020 več kot 60 % veruje v šintoizem in budizem.

## Obrambni objekti
1. avgusta 2013 so prefekturne in občinske oblasti dale soglasje za postavitev postaje za spremljanje raket USFJ v mestu Kjōtango. Bo skupaj z objektom JASDF, ki je že v mestu. Vsaj na začetku bo njen primarni senzor mobilni radar X-pasu, ki se bo uporabljal za zbiranje podatkov o izstrelitvah balističnih raket, ki jih bo postaja nato posredovala vojaškim ladjam, opremljenim s sistemi zračne obrambe Aegis, in na zemeljska mesta za prestrezanje raket. Na postaji bo sto šestdeset osebja.

## Gospodarstvo
Gospodarstvo prefekture Kjoto podpirajo industrije, ki ustvarjajo vrednost, ki je edinstvena za Kjoto, kot so turizem in tradicionalne industrije, ki jih podpira 1200 let zgodovine in kulture, ter visokotehnološke industrije, ki združujejo tehnologijo tradicionalnih industrij Kjota z novimi idejami.
Severni del Kjota na polotoku Tango ima ribolov in vodni promet, srednji del Kjota pa kmetijstvo in gozdarstvo. Prefektura proizvede 13 % domačega sakeja in zelenega čaja. Največja vertikalna kmetija na Japonskem je v prefekturi.
Proizvodna industrija s sedežem v Kjotu ima deleže na japonskih trgih visokotehnoloških izdelkov in drugih. Od leta 2021 je bilo v prefekturi Kjoto osem podjetij s seznama Forbes Global 2000: Nintendo, Nidec, Kyocera, Murata Manufacturing, Omron, Rohm, Bank of Kyoto, SCREEN Holdings. Takara Holdings, GS Yuasa, Mitsubishi Logisnext, Maxell in Kyoto Animation imajo tudi sedež v prefekturi.
Oktobra 2021 je bila minimalna plača v prefekturi 937 jenov na uro.

## Kultura
Kjoto je bil in še vedno ostaja japonsko kulturno središče. Več kot 1000 let je bil prestolnica Japonske. Ko se je prestolnica preselila v Tokio, je Kjoto ostal japonska kulturna prestolnica. Lokalna vlada predlaga načrt, da bi Agencijo za kulturne zadeve preselili v Kjoto in da bi Tokio obravnavali kot prestolnico politike in gospodarstva ter Kjoto kot prestolnico kulture.
- Kinkaku-dži
- Ginkaku-dži
- Most Togecu v Arašijama
- svetišče Heian
- Japonska plantaža čaja
- Rokaku-dō, od koder izvira šola japonskega cvetličnega aranžiranja.

## Turizem
Mesto Kjoto je ena izmed najbolj priljubljenih turističnih točk na Japonskem, ki jo obišče veliko ljudi od daleč. Kjoto je poleg Tokia priljubljena lokacija za maturantske izlete nižjih in srednjih šol.
Nekateri festivali, ki potekajo v Kjotu, so Aoi Macuri iz leta 544, Gion Macuri iz leta 869, Ine Macuri iz obdobja Edo, Daimondži Gozan Okuribi iz leta 1662 in Džidai Macuri iz leta 1895. Vsako svetišče in tempelj ima nekakšen dogodek in številni med njimi so odprti za javni ogled.

## Pobratena mesta
Prefektura Kjoto je pobratena z:
- Provinca Šaanši, Kitajska
- regija Jogjakarta, Indonezija[17]
- Oklahoma, ZDA
- Leningrajska oblast, Rusija
- Edinburgh, Škotska[18][19]
- Okcitanija, Francija
- Quebec, Kanada[20]

Ti odnosi se razlikujejo od odnosov mest v prefekturi Kjoto z drugimi mesti.